# Désert de l'Okanagan

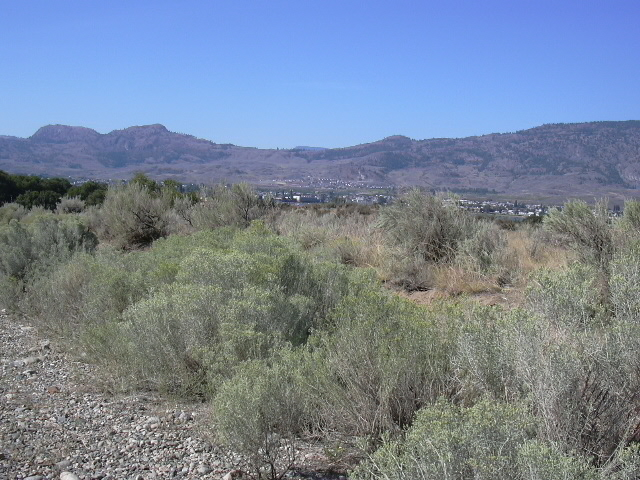
Zone arbustive semi-aride en Colombie-Britannique.

Le désert de l'Okanagan est le nom commun d'une zone arbustive semi-aride située dans la région sud de la vallée de l'Okanagan en Colombie-Britannique et dans l'État de Washington. Elle est centrée autour de la ville de Osoyoos et constitue la seule zone arbustive semi-aride du Canada,. Une partie de cet écosystème est appelée le « désert de Nk'mip » par la bande indienne d'Osoyoos. Malgré les noms donnés à cette région, elle n'est pas techniquement considérée comme un désert, car elle n'est pas entièrement aride.

## Écologie
La steppe arbustive de l'Okanagan est définie par la présence d'un écosystème de antilope-brush contenant plusieurs espèces de flore et de faune que l'on ne trouve nulle part ailleurs au Canada. L'écosystème de steppe arbustive du sud de l'Okanagan abrite 30 % des vertébrés de la liste rouge et 46 % des vertébrés de la Liste bleue en Colombie-Britannique, plusieurs d'entre eux étant classés comme menacées ou en voie de disparition. Plus de 24 invertébrés n'existent que dans le désert de l'Okanagan, et 80 autres espèces ne se trouvent nulle part ailleurs au Canada,,.
Selon la Commission de coopération environnementale (CCE), cette région se situe dans la partie nord de l'écorégion du Plateau Columbia. Elle est définie par un climat semi-aride sec et un écosystème de broussailles et de prairies mixtes en grande partie dépourvues d'arbres. En se dirigeant vers le nord, l'écorégion se transforme progressivement en écorégion du plateau Thompson-Okanagan autour des rives du lac Skaha.
En utilisant les écorégions définies par le Fonds mondial pour la nature (WWF), cette région se situe dans la partie nord de l'écorégion des forêts sèches de l'Okanagan, qui est définie presque de manière identique à celle de l'écorégion du plateau Columbia de la CCE en termes de climat et de végétation,.